# Rhytidothorax niveiclava
Rhytidothorax niveiclava är en stekelart som först beskrevs av Girault 1917.  Rhytidothorax niveiclava ingår i släktet Rhytidothorax och familjen sköldlussteklar. Inga underarter finns listade i Catalogue of Life.